# Любовь без памяти
«Любовь без памяти» (хинди एक लड़का एक लड़की, Ek Ladka Ek Ladki, досл.: «Один парень, одна девушка») — индийская романтическая комедия, снятая на языке хинди и вышедшая в прокат в Индии 19 июня 1992 года. Ремейк американского фильма «За бортом» (1987).

## Сюжет
Раджа (Салман Хан) — молодой холостяк, живущий на своей ферме. Он один растит трех племянников, Даббу, Моту и Чхоти, родители которых погибли в автокатастрофе. Раджа старается дать детям родительскую любовь и очень балует их. Рену (Нилам) — очень богатая девушка, только что приехавшая из Америки, чтобы подписать документы о получении большого наследства, оставленного ей недавно умершим отцом. Пока она не выполнила все формальности, имуществом её отца распоряжается её дядя Бхагавати Прасад (Анупам Кхер). В Индии Рену попадает в аварию и при этом знакомится с Раджей. Она слишком горда, чтобы хотя бы извиниться перед бедным парнем. Радже удается заставить её принести извинения, за что Рену решает отомстить ему и отправляет его в тюрьму на несколько дней.
Между тем её дядя Прасад не заинтересован в том, чтобы Рену стала владелицей наследства отца, поскольку во время её отсутствия он проиграл крупную сумму денег и рассчитывает выплатить свои долги с помощью наследства племянницы. Адвокат Рену помогает ей раскрыть его планы. Тогда Прасад решается на убийство племянницы. Однако во время покушения Рену не погибает, а лишь теряет память. Раджа использует ситуацию, чтобы отомстить девушке за унижение, и сообщает полиции, что она его жена. Так Рену попадает на ферму Раджи и отныне должна играть роль хозяйки дома. Забота об избалованных племянниках Раджи, которых она теперь считает своими детьми, тоже входит в её обязанность. Но, освоившись в новой семье, Рену начинает вспоминать свою прошлую жизнь.